# Comité Paralímpico Guatemalteco
El Comité Paralímpico Guatemalteco es el comité paralímpico nacional que representa a Guatemala. Esta organización es la responsable de las actividades deportivas paralímpicas en el país. Es miembro del Comité Paralímpico Internacional y del Comité Paralímpico de las Américas.